# Lšelín
Lšelín je malá vesnice, část obce Kostelec v okrese Tachov v Plzeňském kraji. Nachází se 1,5 kilometru jihozápadně od Kostelce. Lšelín je také název katastrálního území o rozloze 7,17 km².

## Historie
První písemná zmínka o vesnici pochází z roku 1654.

## Obyvatelstvo
| Rok            | 1869 | 1880 | 1890 | 1900 | 1910 | 1921 | 1930 | 1950 | 1961 | 1970 | 1980 | 1991 | 2001 | 2011 | 2021 |
| -------------- | ---- | ---- | ---- | ---- | ---- | ---- | ---- | ---- | ---- | ---- | ---- | ---- | ---- | ---- | ---- |
| Počet obyvatel | 179  | 190  | 182  | 176  | 185  | 186  | 182  | 65   | 76   | 54   | 11   | 6    | 4    | 26   | 16   |
| Počet domů     | 28   | 31   | 30   | 30   | 30   | 32   | 34   | 22   | 22   | 11   | 4    | 5    | 5    | 7    | 7    |

## Obecní správa
Při sčítání lidu v letech 1850–1959 Lšelín byl samostatnou obcí v okrese Stříbro. V letech 1960–1979 byl částí obce Kostelec v okrese Tachov. Od 1. ledna 1980 do 31. prosince 1988 byl částí města Kladruby v okrese Tachov. Od 1. ledna 1989 je opět částí obce Kostelec v okrese Tachov.

## Další fotografie

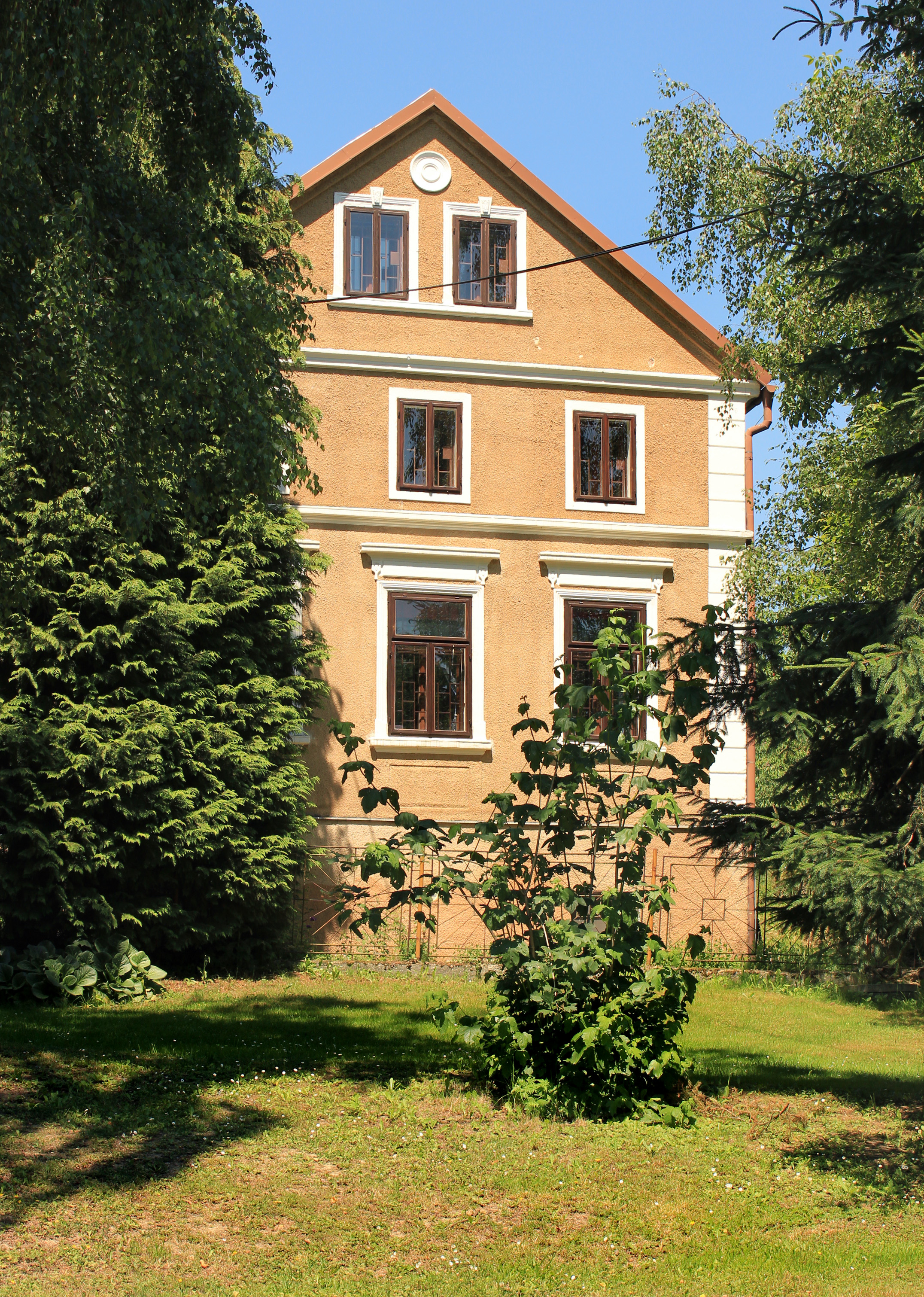
Dům čp. 3
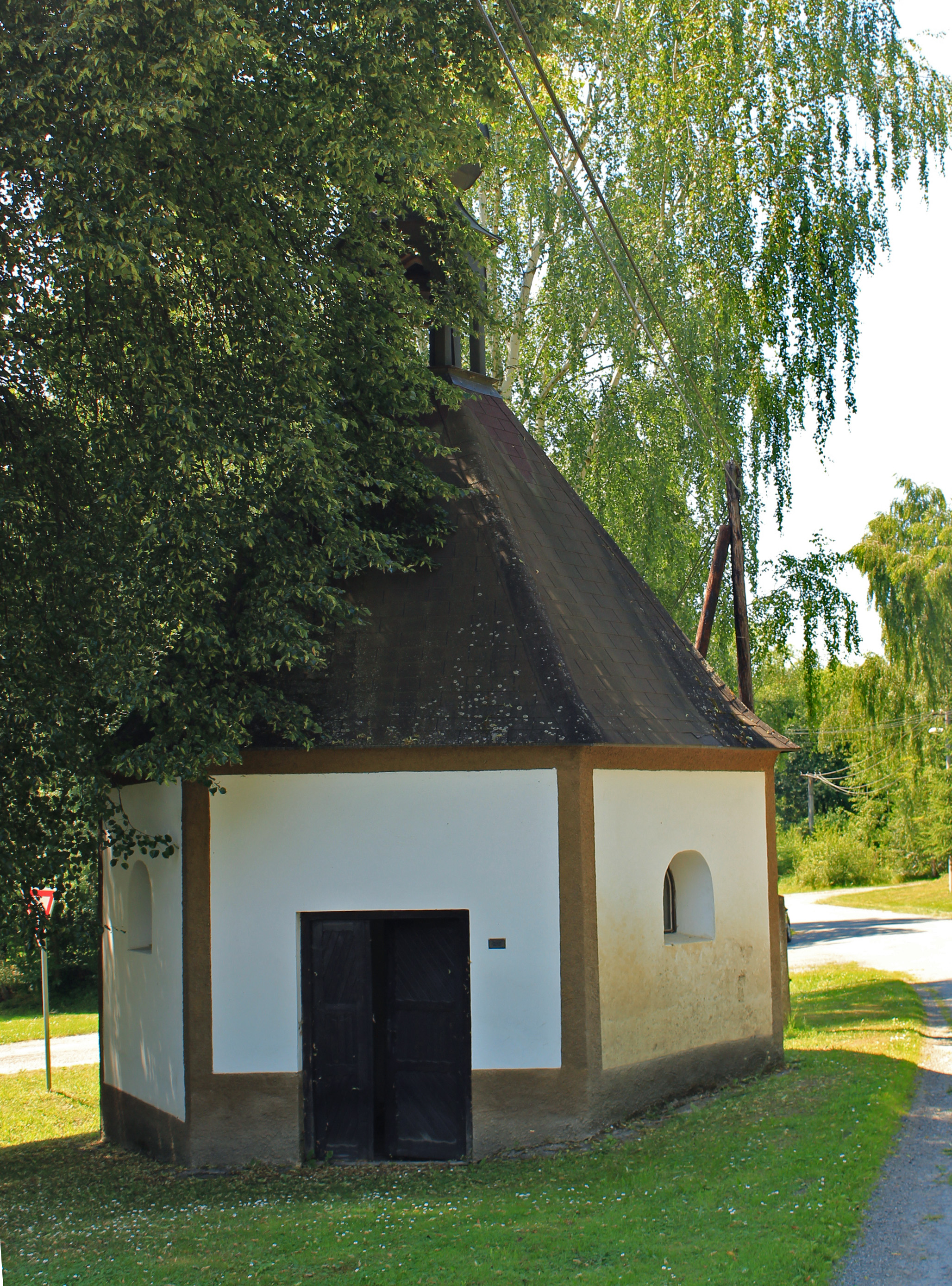
Kaplička na návsi
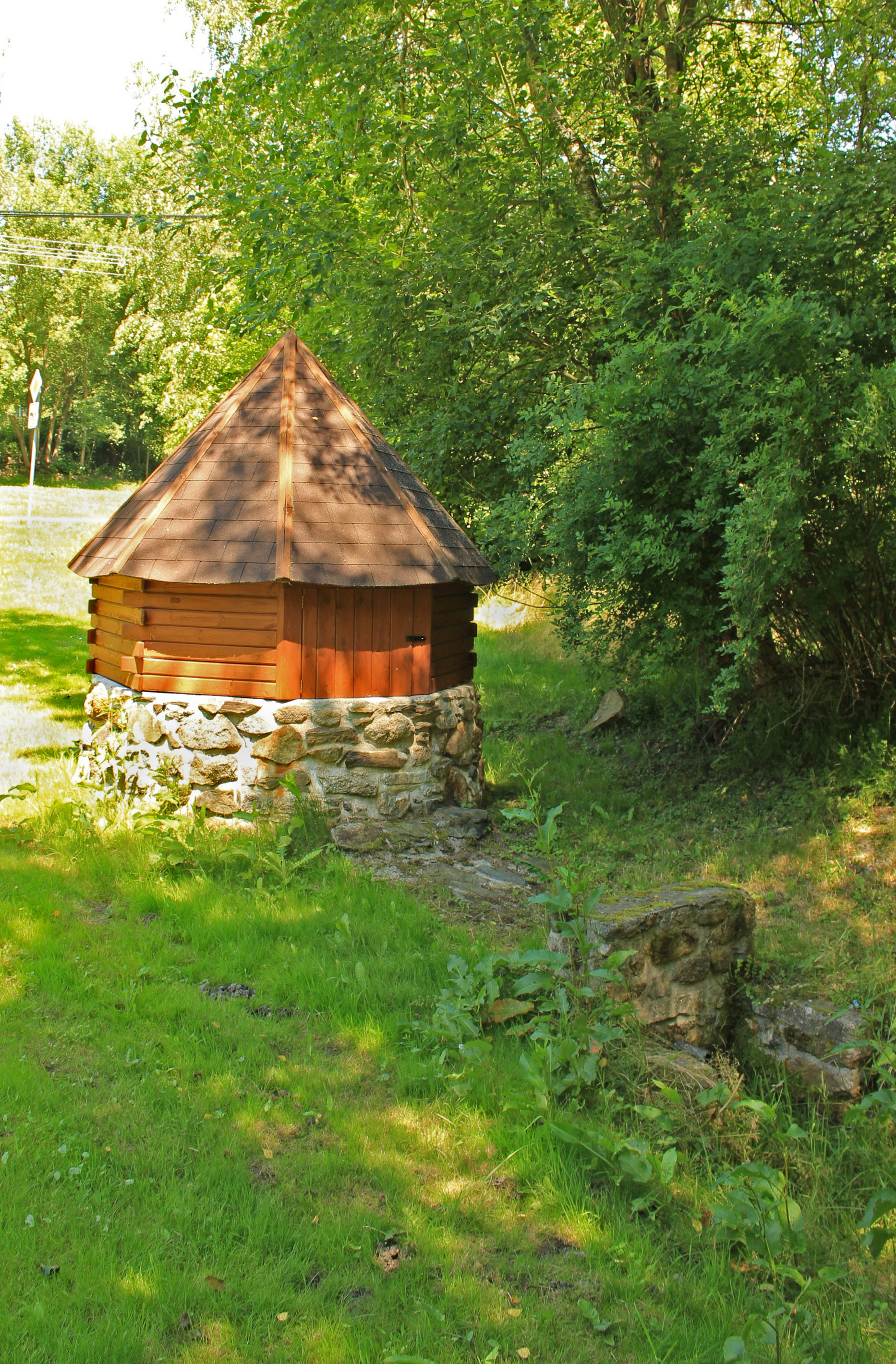
Studánka pod návsí
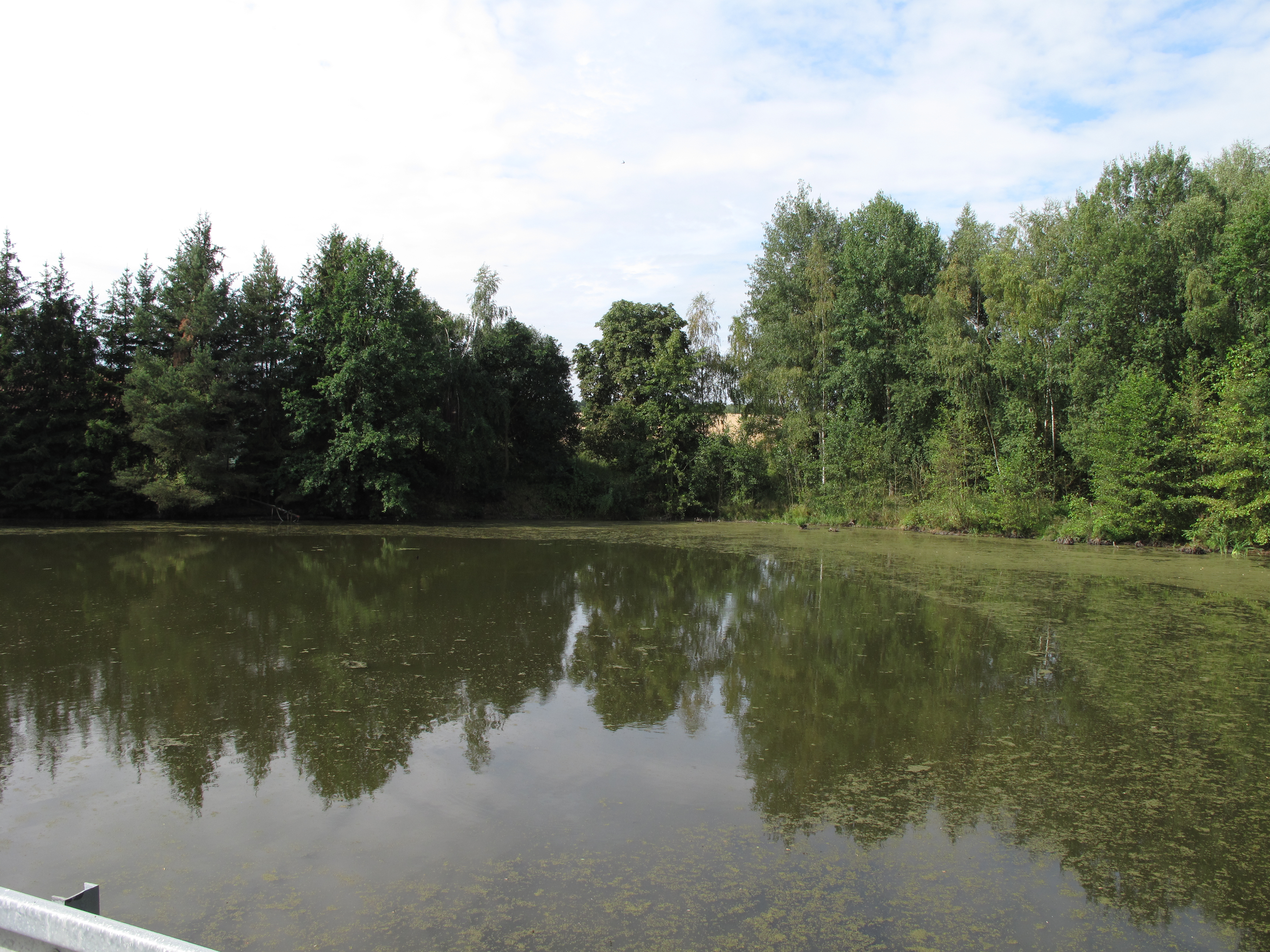
Rybník